# Campeonato Mundial de Ciclismo em Estrada de 1935
Os Campeonatos do mundo de ciclismo em estrada de 1935 celebrou-se na localidade belga de Floreffe a 18 de agosto de 1935.

## Resultados
| Event                     | Ouro                 | Ouro                         | Prata                       | Prata    | Bronze                             | Bronze   |
| ------------------------- | -------------------- | ---------------------------- | --------------------------- | -------- | ---------------------------------- | -------- |
| Provas masculinas         |                      |                              |                             |          |                                    |          |
| Homens - corrida em linha | Jean Aerts · Bélgica | 6h 05' 19" Média 37,994 km/h | Luciano Montero Espanha     | + 2' 59" | Gustave Danneels · Bélgica         | + 9' 08" |
| Amador - corrida em linha | Ivo Mancini Italy    | 4h 37' 16"                   | Robert Charpentier · França | + 17"    | Werner Grundahl Hansen · Dinamarca | m. t.    |